# Deutscher Liederhort
Deutscher Liederhort ist der Titel einer großangelegten Volksliedsammlung, die als die maßgebliche Ausgabe deutscher Volkslieder gilt. Nach ihren Herausgebern wird die Sammlung oft auch einfach als „Erk-Böhme“ bezeichnet.

## Geschichte
Der Lehrer und königliche Musikdirektor Ludwig Erk war der erste wissenschaftliche Melodiensammler in Deutschland, der eine private Sammlung von etwa 20.000 Volksliedern angelegt hatte, welche er in Liederbüchern veröffentlichte. Sein Plan, ein Werk zu veröffentlichen, das „alle in Deutschland vorkommenden Volkslieder enthalten“ sollte, blieb unvollendet. Auch von seinem als „Auswahl“ bezeichneten Deutschen Liederhort konnte er 1856 nur einen ersten Band veröffentlichen.
1886 kaufte die Bibliothek der Königlichen Hochschule für Musik in Berlin Erks umfangreichen handschriftlichen Nachlass an. Das preußische Kultusministerium beauftragte Franz Magnus Böhme mit der Fortsetzung und Herausgabe der Liedersammlung. Diese erschien in den Jahren 1893–94 in drei Bänden.

## Aufbau
1. Sagenlieder (Balladen)
  1. Nachklänge der Göttersage (Zauber- und Märchenlieder)
  2. Heldensagen
  3. Ritter- und Räubersagen
  4. Sagenhafte Mordgeschichten und Gefangenschaften
  5. Sagenhafte Liebesgeschichten mit glücklichem Ausgange
  6. Sagenhafte Liebesgeschichten mit tragischem Schluss
  7. Schalks- und Schelmenlieder
  8. Schwänke
  9. Tiersage und Pflanzenmärchen
  10. Bilder aus dem Familienleben
  11. Totensagen (Geisterliebe und Grabesstimmen)
  12. Gottesgerichte und Höllenstrafen
2. Historisch-politische Lieder
3. Liebeslieder
a) Von glücklicher Liebe
b) Von unglücklicher Liebe
4. Abschieds- und Wanderlieder
5. Tagelieder und Kiltgesänge
6. Hochzeit- und Ehestandslieder einschl. Nonnenklagen
7. Tanz- und Spiellieder
8. Rätsel-, Wunsch- und Wettlieder
9. Trink- und Zechlieder
10. Ansingelieder der Jugend an Volksfesten (Heischelieder)
11. Ständelieder
  1. Landsknechts- und Reiterlieder
  2. Soldaten- und Kriegslieder
  3. Jägerlieder
  4. Hirten- und Alpenlieder
  5. Lieder auf und von Bauern
  6. Bergmannslieder
  7. Allerhand Beschäftigung im Freien
  8. Handwerkerlieder
  9. Hofelieder
  10. Studentenlieder
12. Scherz- und Spottlieder
13. Vermischten Inhalts
14. Kinderlieder (kleine Auswahl)
15. Geistliche Lieder
  1. Festlieder (kathol. und protest.)
  2. Legenden-Lieder der Katholiken
  3. Lob- und Dank-, Bitt-, Buß- und Trostlieder (Hausandacht)

Ausdrücklich von der Aufnahme in den Liederhort ausgeschlossen hatte Franz Magnus Böhme folgende Bereiche:
1. höfische Dichtungen
2. Meistersingerdichtungen
3. Gesellschaftslieder des 16. und 17. Jahrhunderts
4. volkstümliche Kunstlieder des 18. und 19. Jahrhunderts

## Rezeption und Kritik
Das dreibändige Werk gilt bis heute als ein „unentbehrliches Standard- und Nachschlagewerk der deutschen Volksliedforschung“. Der Vorzug gegenüber älteren Sammlungen wie Des Knaben Wunderhorn liegt darin, dass im Deutschen Liederhort nicht nur Texte, sondern auch Melodien gesammelt sind. Dennoch wurde das Werk wegen verschiedener Entstellungen und Irrtümer auch kritisiert, die teilweise Folge der von Böhme formulierten Selbstzensur waren:

„Nicht alles, was die Sammler aus Volksmund aufgefangen und aus alten Handschriften und Drucken zusammengerafft haben, durfte in einem ‚Liederhorte‘ Platz finden. Das Vorhandene, geradezu Werthlose, sowie viel Häßliches und Schmutziges mußte ausgeschieden und von der Unmasse des Verbleibenden wieder nur das Werthvollere und Vorzüglichste ausgewählt werden.“

Arthur Hübner stellt den Liederhort in seiner Kritik Des Knaben Wunderhorn gegenüber und resümiert:

„Eher genügt solchem Wunsch der dreibändige ‚Deutsche Liederhort‘ von Ludwig Erk und Franz Magnus Böhme (1893–94), das Werk, zu dem der Forscher immer zuerst greifen muß, wenn es gilt, den Spuren eines Volksliedes nachzugehen. Es ist das ein Werk, in dem wissenschaftlicher Ehrgeiz steckt; schade nur, daß dem Herausgeber Böhme das rechte wissenschaftliche Gewissen fehlte. Die letzte selbstlose Treue dem Überlieferten gegenüber vermißt man auch hier [...]“

Wolfgang Steinitz, der sich bei der Herausgabe seines Standardwerks zu politischen Volksliedern selbst auf Ludwig Erks umfangreichen Nachlass stützte, kritisiert eine „bewusste Unterdrückung antimilitaristischer Volkslieder“, sowie, dass Lieder politischen Inhalts von Franz Magnus Böhme mehrfach nur mit verharmlosenden Kommentaren abgedruckt wurden.

## Ausgaben
- Ludwig Erk (Hrsg.): Deutscher Liederhort: Auswahl der vorzüglichern deutschen Volkslieder aus der Vorzeit und der Gegenwart mit ihren eigenthümlichen Melodien. Enslin, Berlin 1856 (Volltext in der Google-Buchsuche).
- Ludwig Erk, Franz Magnus Böhme (Hrsg.): Deutscher Liederhort. 3 Bände. Breitkopf und Härtel, Leipzig 1893–94 (Nachdruck: Olms, Hildesheim 1963).
  - 1. Band, 1893 (Digitalisat).
  - 2. Band, 1893 (Digitalisat).
  - 3. Band, 1894 (Digitalisat).